# Europejskie Igrzyska Halowe w Lekkoatletyce 1967 – pchnięcie kulą mężczyzn
Pchnięcie kulą mężczyzn – jedna z konkurencji technicznych rozgrywanych podczas lekkoatletycznych europejskich igrzysk halowych w hali Sportovní hala w Pradze. Kwalifikacje zostały rozegrane 11 marca, a finał 12 marca 1967. Zwyciężył reprezentant Związku Radzieckiego Nikołaj Karasiow. Tytułu zdobytego na poprzednich igrzyskach nie bronił Vilmos Varjú z Węgier.

## Rezultaty

### Kwalifikacje
W kwalifikacjach wzięło udział 11 miotaczy.
Opracowano na podstawie materiału źródłowego.
| Poz. | Zawodnik             | Reprezentacja  | #1    | #2    | #3    | Rezultat | Uwagi |
| ---- | -------------------- | -------------- | ----- | ----- | ----- | -------- | ----- |
| 1.   | Eduard Guszczin      | ZSRR           | 18,10 | 18,81 | –     | 18,81    | Q     |
| 2.   | Pierre Colnard       | Francja        | 17,21 | 18,27 | –     | 18,27    | Q     |
| 3.   | Władysław Komar      | Polska         | 18,26 | x     | –     | 18,26    | Q     |
| 4.   | Nikołaj Karasiow     | ZSRR           | 17,44 | 17,88 | 18,08 | 18,08    | Q     |
| 5.   | Milija Jocović       | Jugosławia     | 17,60 | 17,42 | x     | 17,60    | Q     |
| 6.   | Tomislav Šuker       | Jugosławia     | 17,36 | 16,90 | 17,36 | 17,36    | Q     |
| 7.   | Jiří Skobla          | Czechosłowacja | 16,68 | 17,13 | 17,30 | 17,30    |       |
| 8.   | Miroslav Janoušek    | Czechosłowacja | x     | 17,26 | x     | 17,26    |       |
| 9.   | Heinfried Birlenbach | RFN            | x     | 16,63 | 17,13 | 17,13    |       |
| 10.  | Antero Juntto        | Finlandia      | x     | 16,49 | x     | 16,49    |       |
| 11.  | Bertrand De Decker   | Belgia         | 14,95 | 14,55 | 14,34 | 14,95    |       |

### Finał
Opracowano na podstawie materiału źródłowego.
| Poz. | Zawodnik         | Reprezentacja | Próby | Próby | Próby | Próby | Próby | Próby | Wynik |
| Poz. | Zawodnik         | Reprezentacja | 1     | 2     | 3     | 4     | 5     | 6     | Wynik |
| ---- | ---------------- | ------------- | ----- | ----- | ----- | ----- | ----- | ----- | ----- |
| 01 ! | Nikołaj Karasiow | ZSRR          | 19,14 | 19,26 | x     | x     | 18,54 | 18,40 | 19,26 |
| 02 ! | Eduard Guszczin  | ZSRR          | 18,76 | 18,25 | x     | 18,70 | 18,94 | 18,96 | 18,96 |
| 03 ! | Władysław Komar  | Polska        | x     | 18,85 | x     | 18,35 | x     | x     | 18,85 |
| 4.   | Pierre Colnard   | Francja       | 17,56 | 17,56 | x     | x     | x     | 17,75 | 17,75 |
| 5.   | Milija Jocović   | Jugosławia    | 16,90 | 17,21 | 17,69 | 17,72 | 17,68 | 17,57 | 17,72 |
| 6.   | Tomislav Šuker   | Jugosławia    | 17,38 | x     | x     | x     | x     | 16,87 | 17,38 |